# Anil Ambani
Anil Ambani (Aden, 4 giugno 1959) è un imprenditore indiano, a capo del gruppo Reliance Anil Dhirubhai Ambani, (noto anche come "Reliance ADA Group") attivo nei settori delle telecomunicazioni, dei media, della sanità, dell'energia e della finanza. Il Gruppo Reliance  è stato creato nel luglio 2006 in seguito ad una scissione da Reliance Industries Limited rimasta in mano al fratello Mukesh. Ha guidato diverse società quotate in borsa, tra cui Reliance Capital, Reliance Infrastructure, Reliance Power e Reliance Communications.
Ambani, un tempo la sesta persona più ricca del mondo, nel febbraio 2020 ha dichiarato bancarotta davanti a un tribunale del Regno Unito. A marzo 2024 il suo patrimonio netto è di 1 miliardo di dollari (₹ 83 miliardi). Tra il 2004 e il 2006 è stato nel Rajya Sabha, la camera alta del Parlamento indiano dell'Uttar Pradesh, come deputato indipendente.

## Biografia
Anil, nato in Yemen nel 1959, è il figlio minore del magnate indiano Dhirubhai Ambani, fondatore del conglomerato Reliance Industries Limited, e di sua moglie Kokilaben Ambani, una devota casalinga che ha fondato il Kokilaben Dhirubhai Ambani Hospital nella periferia di Mumbai. Ambani appartiene a una famiglia Gujarati originaria del villaggio di Chorwad vicino a Junagadh nella regione di Kathiawar nel Gujarat, in India. Anil è uno di quattro figli. Ha un fratello maggiore, Mukesh Ambani, e due sorelle, Smt. Nina Kothari (moglie del defunto Bhadra Shyam Kothari) e Smt. Deepti Salgaocar (moglie di Dattaraj Salgoncar).
Esattamente come il fratello Mukesh, si dedicò agli studi in giovane età e in seguito si integrò nell'azienda di famiglia;  dopo aver preso un Bachelor in Scienze all'Università di Mumbai andò a studiare negli USA, all'università della Pennsylvania e, a differenza del fratello maggiore Anil portò a termine gli studi e conseguì il suo titolo di studio.

## Carriera
Tornato in patria Anil divenne co-amministratore delegato nel 1983 e si fece conoscere subito sul mercato indiano grazie alle sue idee e alla sua politica imprenditoriale considerata pionieristica tra gli imprenditori indiani; si guadagnò  una notevole fama di mago della finanza anche fuori dal suo paese e ricevette anche diversi premi. Sotto la sua guida la Reliance Industries Limited conobbe un'espansione senza precedenti.
Nel 2002 perse la vita Dhirubhai Ambani senza lasciare un chiaro piano di successione. Anil e il fratello Mukesh, diressero l'azienda per alcuni anni nonostante i dissapori. Dopo un ennesimo litigio tra Anil e suo fratello Mukesh, la madre Kokilaben intervenne come mediatrice dividendo le attività di famiglia tra i due fratelli.
Nel 2006 Mukesh prese il settore del petrolio, chimico e petrolchimico continuando ad operare con il vecchio nome Reliance Industries Limited. Alin ricevette parti di Reliance Group con interessi nei settori delle telecomunicazioni, dell'intrattenimento, dei servizi finanziari, dell'energia e delle infrastrutture fondando una nuova entità, la Anil Dhirubhai Ambani Group. Alin è anche accreditato della più grande IPO dell'India, quella di Reliance Power, che nel 2008 è stata sottoscritta in meno di 60 secondi, la più veloce nella storia dei mercati dei capitali indiani fino ad oggi.
Dal 2006 al 2007 è stato protagonista di uno dei più veloci aumenti di patrimonio della storia, infatti in un solo anno è riuscito a triplicare la sua fortuna grazie al suo talento negli affari, arrivando ad avere assets per 40 miliardi di dollari per poi calare a 3,1 miliardi di dollari (2017 Forbes) e 0 nel 2022. Impietoso il confronto nei confronti del fratello Mukesh, che nel 2017 aveva assets per 35,7 miliardi di dollari (2017 Forbes) passati poi ad 87,2 miliardi USD (2022 Forbes).
Nel marzo 2019 il fratello Mukesh è intervenuto a favore di Anil che era indebitato per circa ottanta milioni di dollari con il gruppo svedese Ericsson e, non avendo la liquidità per saldare il debito, rischiava di finire in carcere in seguito ad una sentenza della Corte Suprema indiana.

## Vita privata
Anil Ambani è sposato con l'ex attrice cinematografica di Bollywood, Tina Munim, dopo aver affrontato molta resistenza da parte della sua famiglia, a causa del fatto che lei proveniva dal mondo della moda e del glamour, e le sue scelte di vita prima del matrimonio erano state non convenzionali. Tuttavia, la coppia ha avuto un matrimonio stabile e ha due figli, Jai Anmol Ambani e Jai Anshul Ambani. A partire dal 2010, Ambani e la sua famiglia risiedono al The Sea Wind, un edificio di 14 piani a Mumbai. Il 20 febbraio 2022, il figlio maggiore di Ambani, Jai Anmol, ha sposato Krisha Shah, figlia del defunto Nikunj Shah, imprenditore di Mumbai. 

## Premi
- Uomo d'affari dell'anno 2006 dal Times of India.
- Amministratore delegato dell'anno Platts Global Energy Awards 2004.

## Accuse di legami politici
Nel 2018, il principale partito di opposizione indiano, l'Indian National Congress, ha accusato il primo ministro Narendra Modi di aver favorito l'azienda produttrice di difesa di Anil Ambani rispetto a HAL, un'impresa del settore pubblico, in un accordo sugli aerei da combattimento del valore di ₹ 58,000 crore (equivalenti a 9.3 miliardi di dollari  nel 2023) con l'azienda manifatturiera francese Dassault. Ambani, molte delle cui aziende sono oberate dai debiti, ha negato tutte le accuse di trarre vantaggio dal capitalismo clientelare. In termini fattuali, Reliance Defence avrebbe ottenuto poco più del 3% del contratto di compensazione di Dassault Aviation da ₹30.000 crore (equivalenti a 4.8 miliardi di dollari nel 2023), contrariamente all'impressione che sarebbe stato il maggiore beneficiario dell'accordo sui jet da combattimento Rafale.
In una controversia probabilmente correlata, una delle sue aziende finanziò in parte un film francese in cui l'allora partner dell'ex presidente francese François Hollande aveva agito più o meno nello stesso periodo in cui si stava negoziando l'affare degli aerei.